# 本德勒館

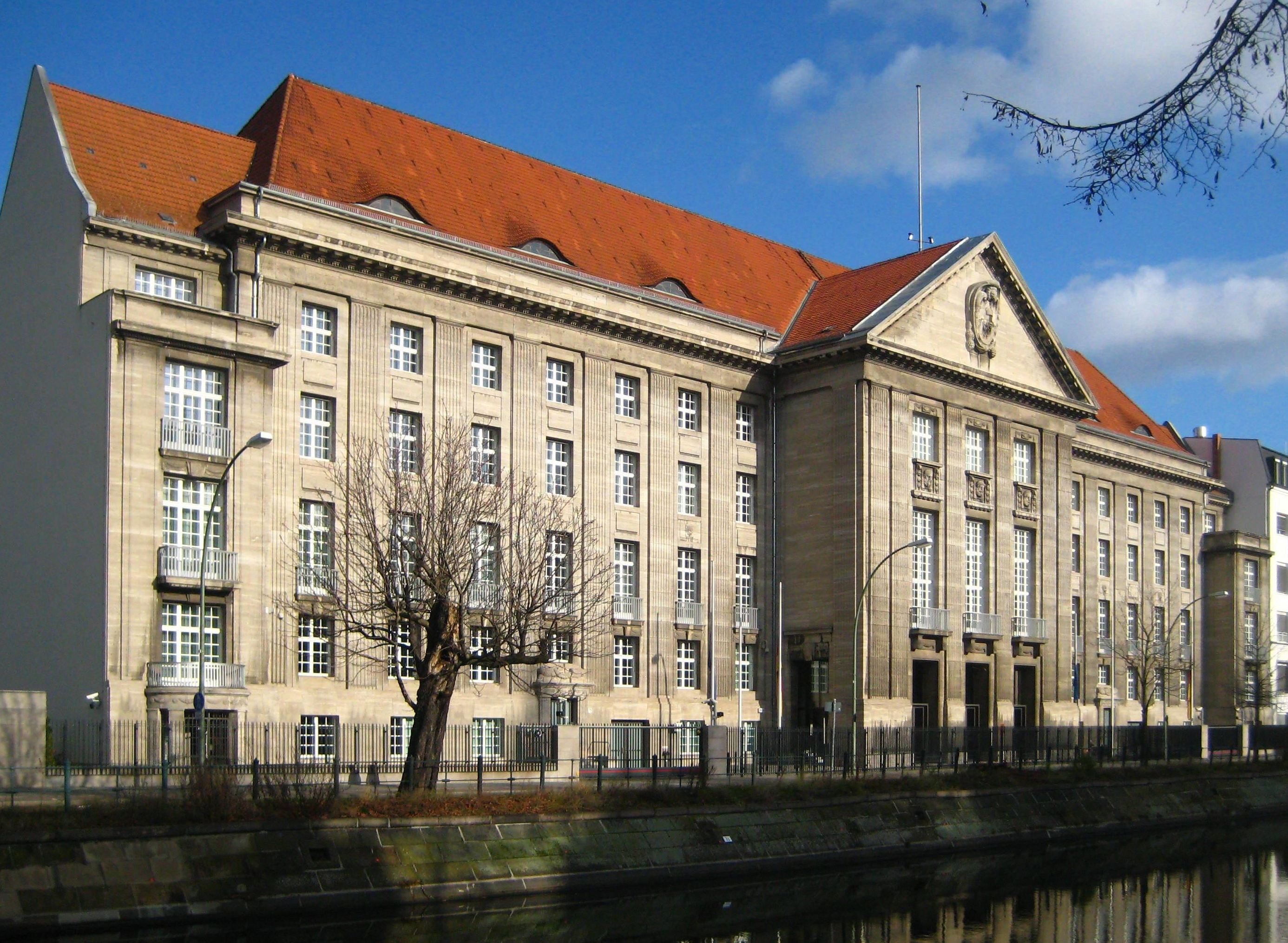
位於蘭德韋爾運河旁的南立面

本德勒館（德語：Bendlerblock，德語發音：[ˈbɛndlɐˌblɔk] ⓘ）是位於德國柏林蒂爾加滕區的一組建築群，位於斯陶芬貝格街（舊稱本德勒街）。該建築於1914年建成，原為帝國海軍（Kaiserliche Marine）若干部門的總部。第一次世界大戰後，它轉由德國國防部使用。納粹統治時期，建築大幅擴建，自1938年起被多個國防軍最高統帥部（OKW）部門使用，特別是陸軍總司令部與情報機構阿勃維爾。
該建築因1944年7月20日密謀案中由國防軍軍官組成的德國抵抗運動小組使用作為總部而聞名。由於密謀領袖們在大樓庭院中被就地處決，因此本德勒街軍官大樓現也包含德國抵抗運動紀念館。自1993年以來，該建築群成為德國聯邦國防部的第二辦公地。

## 名稱

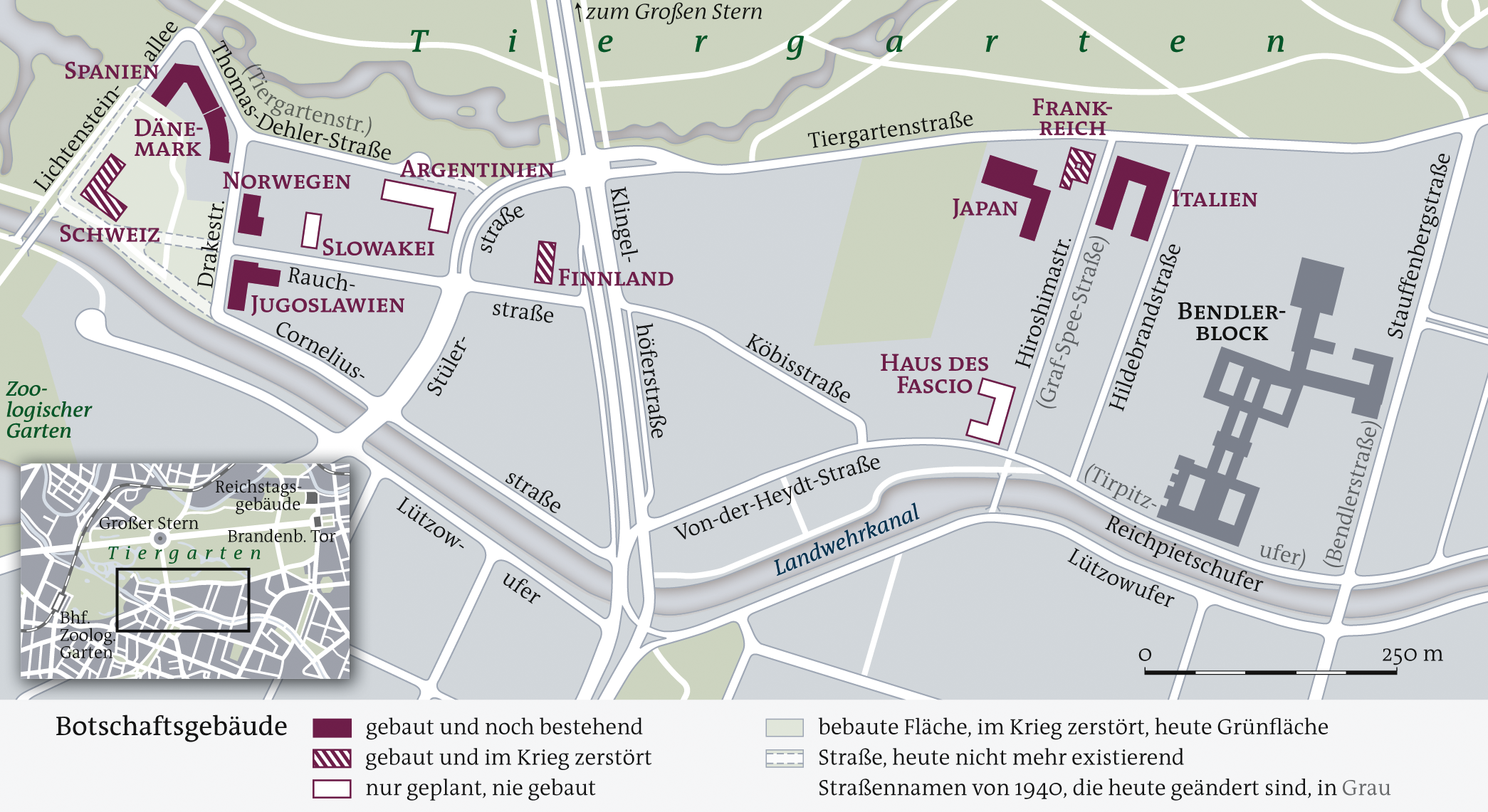
1938年的蒂爾加滕區，右側為本德勒街軍官大樓

本建築群以其所處街道命名。今日它位於斯陶芬貝格街（為紀念克勞斯·馮·施陶芬貝格而命名），而該街道自1837年至1955年7月20日原名為“本德勒街”，得名於出生於普魯士下轄的哈爾伯施塔特霍伊姆（Hoym）的約翰·克里斯托夫·本德勒（Johann Christoph Bendler，1789–1873）。本德勒是一位泥水匠領袖和柏林市議會成員，他曾購得大蒂爾加滕公園南部大片土地，計劃發展為之後的貴族宅邸區，即蒂爾加滕街一帶。

## 歷史
本建築主體位於蘭德韋爾運河旁，於1911至1914年間以新古典主義風格建成，作為德意志帝國海軍部的所在地，該機構至1916年由阿爾弗雷德·馮·提爾皮茨領導。此處亦曾為國家海軍辦公室和直屬德皇威廉二世的帝國海軍內閣總部。

### 魏瑪共和國時期
第一次世界大戰後，魏瑪共和國政府需遵守1919年凡爾賽條約的軍備限制條款，剩餘的威瑪防衛軍與海軍規模大幅縮減，並開始共用此建築。此處亦曾為首任國防部長古斯塔夫·諾斯克與陸軍總司令瓦爾特·萊因哈特的辦公地。
1920年卡普政變期間，部隊局主任漢斯·馮·塞克特少將在國防部長諾斯克辦公室中公開拒絕命令軍隊對右翼民兵自由軍團開火，發出「國防軍不向國防軍開火」的名言。

### 納粹德國時期
1933年2月3日，即希特勒被任命為總理後的第四天，他向國防軍總司令庫爾特·馮·哈默施泰因-埃克沃德闡述其政治理念。儘管新任國防部長維爾納·馮·布隆貝格支持希特勒，但此次會晤導致軍方高層與希特勒之間的嚴重衝突，哈默施泰因於12月辭職，由維爾納·馮·弗里奇接任。
1930年代中期起，根據建築師威廉·克賴斯設計，本德勒街沿線增建多處附樓。1938年起，擴建後的“本德勒街軍官大樓”再次被用作海軍作戰指揮部與阿勃維爾總部。主建築則為陸軍總司令部的陸軍總局使用。陸軍總局最初由弗里德里希·弗洛姆將軍領導，1940年起由弗里德里希·奧爾布里希特將軍接任，仍為德國陸軍總司令的辦公地。在1938年布隆貝格－弗里奇事件後，瓦爾特·馮·布勞希奇大將接任陸軍總司令，自1941年起，希特勒親自兼任該職。
早在1938年，阿勃維爾局長威廉·卡納里斯海軍上將與副官漢斯·奧斯特中校即擬定在德國占領捷克斯洛伐克過程中發動政變的計畫，但隨著《慕尼黑協定》簽署，歐洲列強允許蘇台德地區併入德國，該政變計劃遂告中止。

### 7月20日密謀案

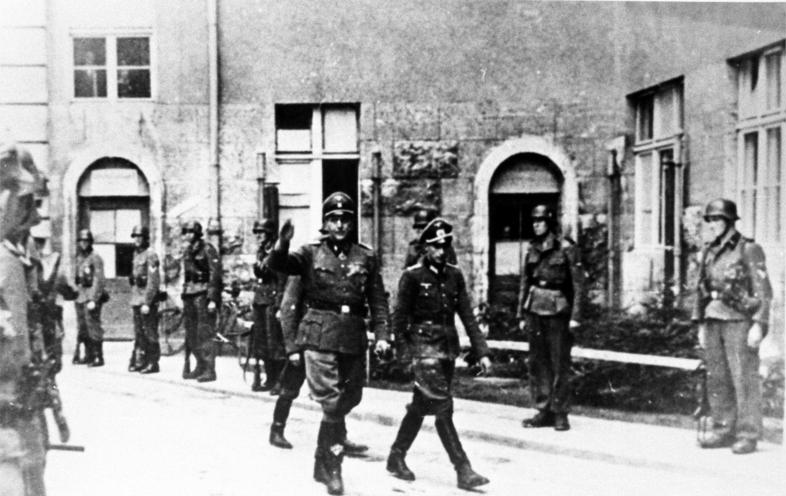
武裝親衛隊軍官奧托·斯科爾茲內於1944年7月進入本德勒街軍官大樓

1940年代初期，由奧爾布里希特將軍領導的陸軍總局成為反抗納粹軍官的核心。1943年10月，上校克勞斯·馮·施陶芬貝格調任總局參謀長。
正是在此地，施陶芬貝格與亨寧·馮·特雷斯科將軍秘密修改原本為平定民變設計的“女武神行動”計畫，轉為暗殺希特勒後發動政變的方案。施陶芬貝格的職位使他得以進入希特勒於東普魯士的狼穴總部參加簡報會。1944年7月20日，他在現場引爆炸彈後立即飛回柏林。
炸彈爆炸但希特勒倖存。隨著真相傳播，密謀者未能控制全局。當晚，在弗洛姆將軍命令下，施陶芬貝格、奧爾布里希特、阿爾布雷希特·梅爾茨·馮·奎倫海姆與施陶芬貝格的副官维尔纳·冯·哈夫滕在大樓庭院被就地槍決。同謀者路德維希·貝克大將則被允許自盡。弗洛姆的牆頭草態度未能保命，他於翌日被捕，之後判死刑，並於1945年3月12日遭處決。

### 戰後時期

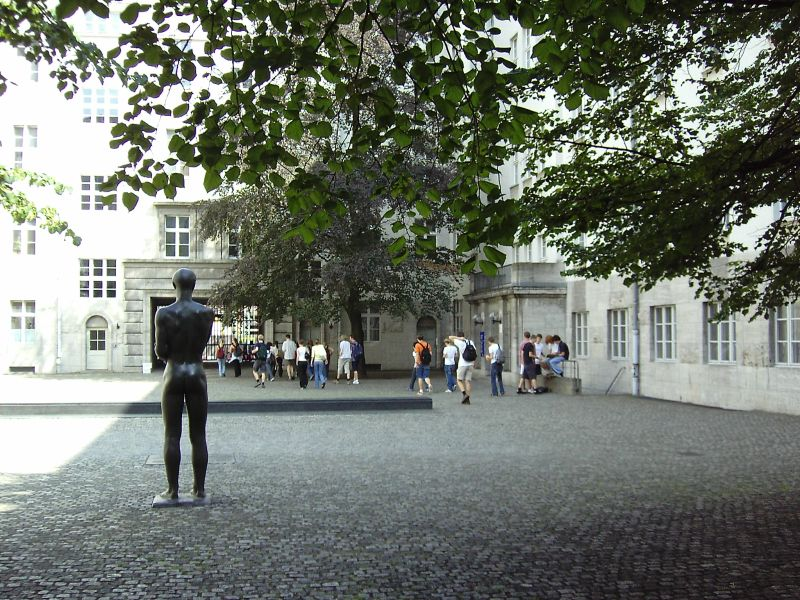
施陶芬貝格等人在此庭院中被處決

本德勒街軍官大樓的庭院區，即施陶芬貝格等人遭處決的地方，如今設有德國抵抗運動紀念館。此地亦用作德國聯邦國防軍儀仗部隊警衛營新兵宣誓的儀式場所之一。
德國統一後，國防部部長的柏林辦公室遷至本德勒街軍官大樓。